# Serpentin-Endemit

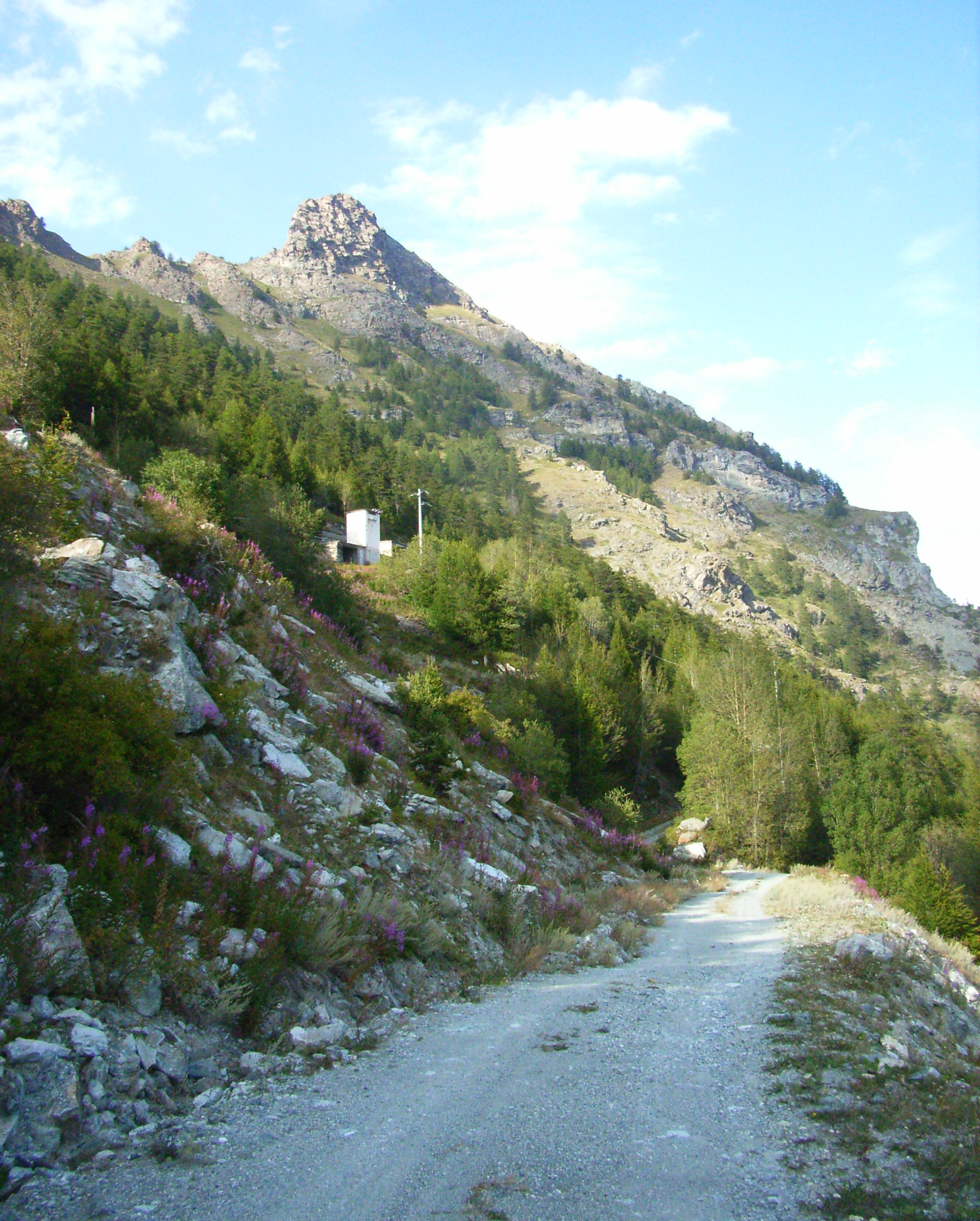
Landschaft und Vegetation auf Serpentinitgestein (Aostatal, am Berghang des Becca d'Aver)

Als Serpentin-Endemiten bezeichnet man Pflanzen, die in Serpentinitgebieten wachsen, da sie zu den wenigen Pflanzenarten gehören, die auf diesem Gestein gedeihen können. Sie bilden auf diesem Gestein eine für den jeweiligen Lebensraum azonale Vegetation aus. Serpentinitvorkommen gibt es beispielsweise im Ural, in Norwegen, in der Schweiz, in Albanien, Bosnien, Italien (Aostatal, Ligurien) und im Nordwesten Griechenlands.
Zu den Serpentinvorkommen, die man beispielsweise im Südosten Europas vorfindet gehört der austrocknungsresistente Farn Cheilanthes marantae, spezifische Arten der Kreuzblütler sowie Raublattgewächse aus der Gattung der Onosma und der Sternhaarige Ziest (Betonica scardica oder auch Stachys scardica).